# St. Georg (Burgheim)

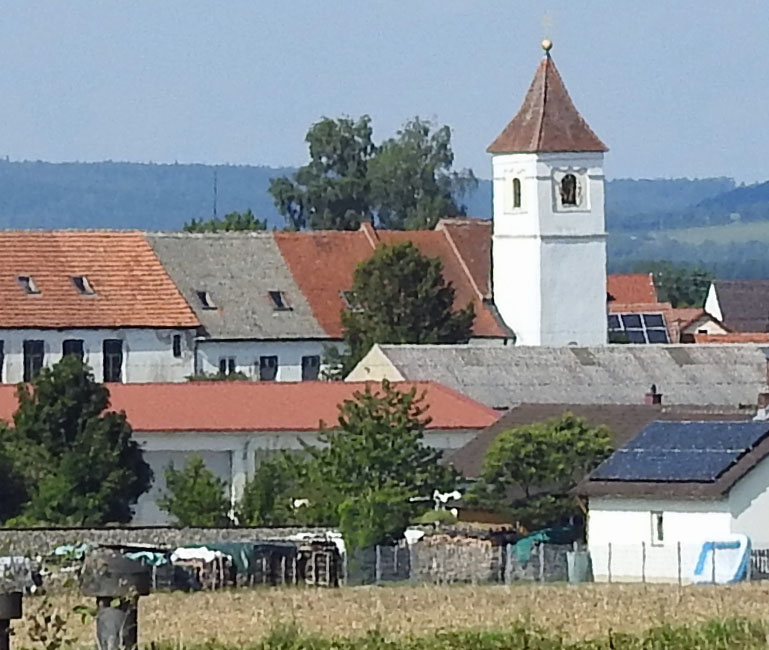
St. Georg in Burgheim

Die römisch-katholische Kapelle St. Georg steht in Burgheim, einem Markt im oberbayerischen Landkreis Neuburg-Schrobenhausen. Das Bauwerk ist in der Liste der Baudenkmäler in Burgheim unter der Nr. D-1-85-125-7 eingetragen. Die Pfarrei gehört zum Dekanat Neuburg-Schrobenhausen des Bistums Augsburg.

## Beschreibung
Der Vorgängerbau war eine Hospitalkirche aus dem 13. Jahrhundert, die während der Reformationszeit zerstört wurde. Von der 1626 wiedererrichteten Kapelle sind nach dem Abbruch des Langhauses nur noch der dreiseitig geschlossene, im Innenraum mit einem Kreuzgratgewölbe überspannte Chor im Osten und der mit einem Pyramidendach bedeckte Chorflankenturm an dessen Südwand erhalten. Anstelle des Langhauses wurde 1858 ein Neubau für eine Klosterschule der Armen Schulschwestern errichtet.